# 寧海 (巡洋艦)
| 寧海      | |
| 艦歴      | |
| 発注:     | |
| 起工:     | 1931年2月20日 |
| 進水:     | 1931年10月10日 |
| 就役:     | 1932年7月31日 |
| その後:   | 1944年9月19日戦没 |
| 除籍:     | 1944年11月10日（日本海軍） |
| 性能諸元  | |
| 排水量:   | 基準：2,526t |
| 全長:     | 106.7m |
| 全幅:     | 11.95m |
| 吃水:     | 4.0m |
| 機関:     | 9,500hp 三軸三段膨張式レシプロ機関3基 艦本式4罐                                                                                  |
| 最大速:   | 22.0kt |
| 航続距離: | 12ktで5,000浬 |
| 燃料:     | |
| 乗員数:   | 361名 |
| 兵装:     | 50口径14cm連装砲3基 40口径7.62cm単装高角砲6基 ヴィッカーズ式40mm機銃8丁 マキシム8mm機銃10丁 53.3cm水上魚雷発射管連装2基 航空機×1 |

寧海（ニンハイ、NING HAI）は、中華民国海軍の寧海級巡洋艦の1番艦。日本の播磨造船で建造された。1937年（昭和12年）9月下旬、日中戦争で日本海軍航空隊の空襲を受け、揚子江で擱坐（江陰海戦）。後に日本海軍に捕獲される。日本に曳航されて修理され、海防艦五百島（いほしま/いおしま）となった。軍艦（二等巡洋艦）に類別変更される直前、アメリカ潜水艦の雷撃で沈没した。

## 艦歴

### 寧海
第一次世界大戦後の海軍休日時代、中華民国海軍が保有していた軍艦は旧式艦ばかりだった。蒋介石総統は海軍の近代化を企図し、大日本帝国に小型巡洋艦（寧海級巡洋艦）を発注する。寧海は神戸播磨造船所相生工場で1931年（昭和6年）2月20日、起工。満州事変が勃発して日中関係が悪化する中、同年10月10日に進水。1932年（昭和7年）1月から3月にかけて第一次上海事変が生起したが、建造は続行された。7月31日、竣工。中華民国への引き渡しが危ぶまれたが同年9月1日に中国軍に編入され、第一艦隊を編成した。

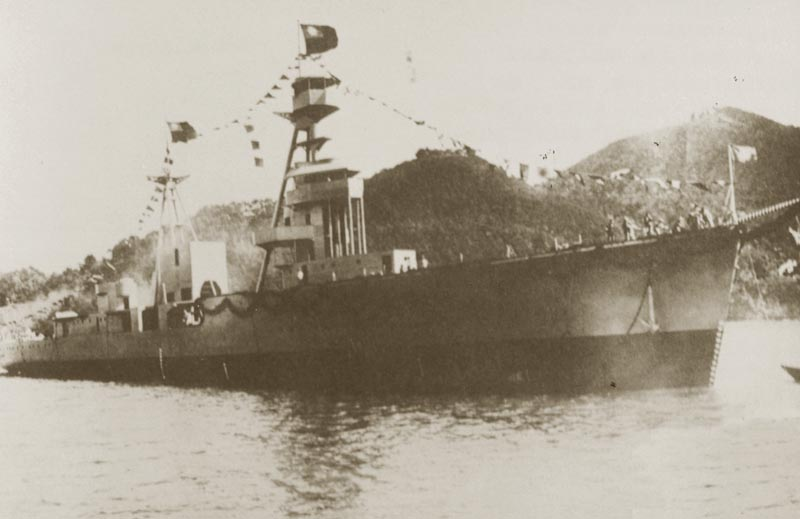
進水式の「寧海」。

1934年（昭和9年）6月5日に練習艦隊（司令・王壽廷少将）に編入された。前月30日に日本海軍の東郷平八郎元帥が死去し、6月5日に国葬がおこなわれる。列強各国はアジア方面に配置していた巡洋艦と、艦隊司令官（司令長官）を日本に派遣することにした。イギリスは重巡サフォーク (HMS Suffolk, 55) 、アメリカ合衆国は重巡オーガスタ (USS Augusta, CA-31) 、フランスは軽巡プリモゲ (Primauguet) 、イタリア王国は巡洋艦クアルト (Esploratore Quarto) 、オランダは軽巡ジャワ (Hr. Ms. Java) を派遣する。中華民国が派遣したのが寧海だった。だが5日に東京湾で実施予定の式典に間に合わないことが判明し、6月3日夜に下関寄港、儀仗隊から列車で東京に向かわせて弔意を示した。寧海の横浜港到着は6月6日となった。
日中戦争中の1937年（昭和12年）9月20日、支那方面艦隊司令長官長谷川清中将は、揚子江に停泊し南京攻略戦において脅威となっていた中国海軍巡洋艦2隻（寧海、平海）および所在艦艇に対する航空攻撃を下令する（江陰海戦）。9月21日の攻撃予定は悪天候のため取止め。9月22日（第一次攻撃、第二次攻撃、第三次攻撃）と9月23日（第四次攻撃、第五次攻撃、第六次攻撃）、空母加賀（第二航空戦隊）航空隊および基地航空隊の九二式艦上攻撃機、九五式艦上戦闘機、九四式艦上爆撃機、九六式艦上爆撃機による波状攻撃を実施する。鎮江上流の揚子江沿岸所在の艦艇群（平海、寧海、應瑞、逸仙など）は戦闘能力を喪失。「寧海」は60kg爆弾4発、水中有効弾5発を受け炎上、擱座した。
同年12月4日、第24駆逐隊（海風、山風、江風、涼風）等と共に南京を目指して揚子江を遡上中の砲艦保津（艦長上田光治中佐）は、内火艇を派遣して擱座した「寧海」を調査、捕獲を宣言した。この時、付近の中華民国軍は陸上陣地から機銃射撃を行い、保津乗組員に負傷者が出た。「保津」は封鎖線を突破して「寧海」に接近、保津乗組員を収容して錨地に戻った。
1938年、播磨造船所により浮揚される。4月下旬に作業が開始されたが、艦内に堆積していた泥のため浮揚に失敗したので、それを除去して5月下旬に浮揚に成功。機関整備の後、相生へ回航され、6月10日に相生湾に到着した。
7月11日に御蔵と仮称した。寧海は相生で待機する。

### 五百島
太平洋戦争突入後、1943年（昭和18年）より対空護衛艦兼航空基地移動設営艦（輸送艦）に改造されることになり、寧海は播磨造船所で、平海は呉海軍工廠で工事を実施した。1944年（昭和19年）同年6月1日、「寧海」は「五百島（いほしま）」と改名される。日本海軍に編入され、海防艦に類別された。「五百島」は呉鎮守府籍。
小笠原諸島方面への輸送任務（海上護衛任務）に従事していたが、9月19日、御前崎南方でアメリカの潜水艦シャード (USS Shad, SS-235) の雷撃により沈没した。9月25日には二等巡洋艦に種別、類別変更の予定であった。
同年11月10日、「五百島」は役務を解かれ、除籍された。

## 歴代艦長
- 艤装員長
  - 福地秋二 少佐：1944年6月1日[28][29] - 1944年6月28日[30]
- 海防艦長
  - 福地秋二 少佐：1944年6月28日[30] - 1944年9月19日 戦死認定、同日付 任海軍中佐[31]

## 同型艦
- 平海